# Carlo Buonaparte
Carlo Maria Buonaparte hay Charles-Marie Bonaparte (27 tháng 03 năm 1746  - 24 tháng 02 năm 1785) là một luật sư và nhà ngoại giao người Corsica, được biết đến nhiều nhất với tư cách là cha của Hoàng đế Napoléon I và ông nội của Hoàng đế Napoléon III.
Buonaparte phục vụ trong một thời gian ngắn với tư cách là trợ lý riêng cho nhà lãnh đạo cách mạng Pasquale Paoli, chiến đấu với lực lượng Corsica trong cuộc chinh phục Corsica của Pháp. Với việc hòn đảo bị chiếm đóng và cuộc kháng chiến bị đánh bại, Buonaparte cuối cùng đã vươn lên trở thành đại diện của Corsica trong triều đình Vua Louis XVI.
Hai mươi năm sau khi ông qua đời, con trai thứ hai còn sống của ông là Napoléon Bonaparte, trở thành Hoàng đế của Pháp; kéo theo đó, người nhà Bonaparte trở thành thành viên của Hoàng tộc Pháp và tiếp nhận ngai vàng khắp châu Âu, trong đó người con cả Joseph Bonaparte trở thành vua của Vương quốc Napoli và sau được đưa lên làm vua của Tây Ban Nha, người con gái đầu Élisa Bonaparte được phong làm Nữ thân vương xứ Lucca và Piombino và sau là Nữ đại Công tước xứ Toscana, người con trai thứ 3 Louis Napoléon Bonaparte được đưa lên làm vua của Vương quốc Holland, người con trai út là Jérôme Bonaparte trở thành vua của Vương quốc Westphalia. Sự xụp đổ ngôi vị Hoàng đế của Napoleon I đã làm cho hệ thống vương quyền của Nhà Bonaparte tan rã ở khắp châu Âu. Đến năm 1852, con trai của cựu vương xứ Holland là Louis-Napoléon Bonaparte mới phục hưng lại Nhà Bonaparte, lên ngôi hoàng đế và lập ra Đệ Nhị Đế chế Pháp, nhưng cũng chỉ tồn tại đến năm 1870.